# Illicium merrillianum
Illicium merrillianum är en tvåhjärtbladig växtart som beskrevs av Albert Charles Smith. Illicium merrillianum ingår i släktet Illicium och familjen Schisandraceae. Inga underarter finns listade.